# کوه تام (کالیفرنیا)
کوه تام (به انگلیسی: Mount Tom) یک کوه در ایالات متحده آمریکا است که در کالیفرنیا واقع شده‌است. کوه تام ۴٬۱۶۳٫۰۱ متر بالاتر از سطح دریا واقع شده‌است.